# Harun Al-Rashid
Hārun Al-Rashīd; cũng được gọi là Harun Ar-Rashid, Haroun Al-Rashid hay Haroon Al Rasheed, Harun Người Chánh Trực; 17 tháng 3, 763 – 24 tháng 3, 809) sinh ra ở Rayy gần Tehran, Ba Tư là vị khalip thứ năm của nhà Abbas của Baghdad, tại vị từ năm 786 đến 809. Ông được xem là vị vua kiệt xuất của nhà Abbas, là người đã đưa nền chính trị và văn hóa của đế quốc Ả Rập lên tới tột đỉnh vinh quang. Dưới triều đại ông, Baghdad là trung tâm nghệ thuật của thế giới Hồi giáo.

## Thân thế
Harun Al-Rashid chào đời ở tỉnh Tehran của Iran. Ông là con trai của al-Mahdi (775 – 785) - khalip thứ ba của nhà Abbas và al-Khayzuran - từng là nô lệ ở Yemen.

## Trị vì
Harun Al-Rashid lên kế vị năm 786 sau khi vua anh al-Hadi (785 – 786) qua đời.
Triều đại của Rashid cho thấy sự phồn vinh của khoa học & công nghệ, văn hóa và tôn giáo. Nền mỹ thuật và âm nhạc cũng phát triển thịnh vượng trong thời kì này. Rashid cho thành lập thư viện Bayt al-Hikma ("ngôi nhà của sự khôn ngoan").

### Ngoại giao
Harun al-Rashid đã mở rộng cương thổ của đế quốc Abbasid. Trong các năm 805-806 quân của ông gây chiến với đế quốc Đông La Mã, và đánh thắng hoàng đế Nikephoros I Logothetes trong trận Krasos tại Phrygia năm 805).
Rashid giao hảo với vương quốc Frank và nhà Đường ở Trung Hoa. Cụ thể là ông đã tặng cho vua Frank là Charlemagne hai con voi trắng (802), và trao đổi các sứ giả với hoàng đế nhà Đường của Trung Hoa.
Năm 807, Rashid cho quân thảo phạt đảo Síp. Hai năm sau (809), quân của ông 5 lần đánh Abdulrrahman Ad-Dakhil ở Cyrus và thắng trận đầu ở miền bắc đảo này.

## Qua đời
Ngày 24 tháng 3 năm 809, ông đột ngột mất ngay sau khi tiến đến làng Sanabad thuộc Tus trong khi đang thân chinh đàn áp cuộc khởi nghĩa của Rafi ibn al-Layth, một quý tộc Ả Rập gốc Khurasan. Ông được chôn cất tại Dar al-Imarah, cung điện mùa hè của thống đốc Khurasan là Humayd ibn Qahtaba.
Sau khi Rashid mất, con thứ của ông là Al-Amin lên thay.

## Truyện cổ tích
Harun Al-Rashid là một nhân vật trong bộ truyện nổi tiếng Nghìn lẻ một đêm ở thành Bagdad. Trong truyện này, ông thường hay giả dạng thường dân đi xem xét dân tình.

## Truyện tranh
Trong truyện và phim Nobita ở xứ sở nghìn lẻ một đêm, ông là người đã giúp đỡ rất nhiều cho Doraemon & các bạn.